# Стара Фужина
Стара Фужина (словен. Stara Fužina) је насељено место у општини Бохињ, Горењска регија, Словенија.

## Историја
До територијалне реорганизације у Словенији била је у саставу старе општине Радовљица.

## Становништво
У попису становништва из 2011. године, Стара Фужина је имала 595 становника.
| Број становника према пописима | Број становника према пописима | Број становника према пописима |
| ------------------------------ | ------------------------------ | ------------------------------ |
| 1991                           | 2002                           | 2011                           |
| 543                            | 576                            | 595                            |

## Галерија
- рељеф
- пејзаж
- поглед на Бохињско језеро
- Худичев мост
- планинска кућа
- дом "Планика" подТриглавом
- „Водников дом“ у Велем Пољу
- колибе на Дедном пољу
- поглед на оближњиТриглав, највиши врх Словеније (2.864 м)